# Dorian Gregory
Dorian Gregory (Washington D.C., 26 januari 1971) is een Amerikaans acteur.
Hij groeide op in Cleveland, Ohio en verhuisde op zijn negende met zijn familie naar Los Angeles. Op 9-jarige leeftijd is bij Gregory vastgesteld dat hij diabetes heeft. Gregory bespeelt al vanaf de lagere school basgitaar. Zijn muzikale talent maakte hem een bewonderde DJ en had zijn eigen DJ/MC bedrijfje opgericht met enkele vrienden. Nadat Gregory was afgestudeerd in 'broadcasting and television production', werd hij al snel gevraagd door enkele lokale groepjes om hun muziek en demo's te producen. Op enkele nummers zong hij zelf mee. Terwijl hij afstudeerde begon hij te solliciteren als acteur voor reclamespots. Op dat moment begon zijn interesse te veranderen. Hij nam acteerlessen en volgde workshops.
Om zijn rekeningen te kunnen betalen, begon hij te werken als persoonlijke fitnesstrainer, portier en dj in lokale dancings in Noord-Hollywood en The Valley.

Na een agent gevonden te hebben, begon hij werk te krijgen in meerdere reclamespots, videoclips (onder andere met Michael Jackson), en als model voor sportkleding. Uiteindelijk kreeg hij rolletjes in een soap en televisieseries, terwijl hij zijn baan in de dancings verder bleef uitvoeren.
Zijn eerste belangrijke serie was Baywatch (1991), waardoor hij meerdere gastrollen kreeg in andere series. Tegelijkertijd werkte hij als presentator bij Cigar Radio.

Hij heeft een eigen kickboks-workoutvideo uitgebracht 'Kick-It' en geposeerd voor verscheidene kalenders en uiteenlopend studiowerk verricht. Gregory zet zich in voor verschillende goede doelen en is woordvoerder voor de Amerikaanse Diabetes Vereniging. Ook zet hij zich in voor het Aids project LA, Special Olympics, Moeders Tegen Dronken Rijden en het Jeopardy-programma dat gesponsord wordt door de politie van Los Angeles.
In 1998 nam hij de rol aan van detective Darryl Morris in de televisieserie Charmed, waardoor hij bekend is geworden bij het grote publiek.
- Biblioteca Nacional de España: XX5205312
- International Standard Name Identifier: 0000 0000 4463 3126
- Library of Congress Control Number: no2005097051
- Virtual International Authority File: 66212204
- WorldCat: E39PBJwX6vBtyqtFdhCt4PbmVC